# Klony (powiat gostyński)
Klony – osada leśna w Polsce położona w województwie wielkopolskim, w powiecie gostyńskim, w gminie Gostyń.
W latach 1975–1998 miejscowość administracyjnie należała do województwa leszczyńskiego.

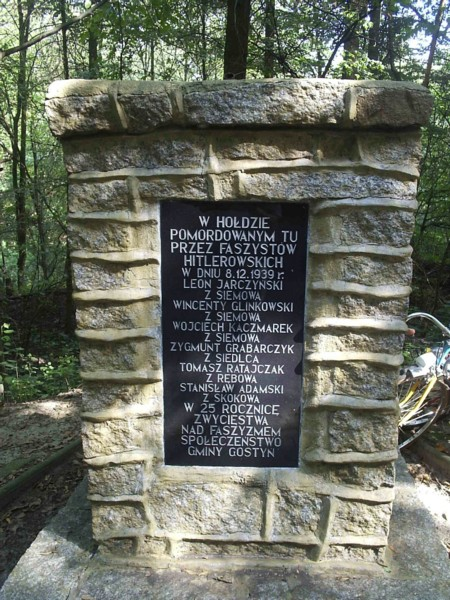
Pomnik w pobliżu osady upamiętniający stracenie przez Niemców w dniu 8 grudnia 1939 roku polskich zakładników

Osada należy do sołectwa Kosowo.